# Aurora Segura
Aurora Segura Lizuain (Estella, 29 de diciembre de 1923-2002), fue una actriz hispano-mexicana. Generalmente durante la llamada Época de Oro del cine mexicano, fue conocida por sus participaciones en películas como A.T.M. ¡A toda máquina! (1951), El beisbolista fenómeno (1952), La isla de las mujeres (1953), El vagabundo (1953), Me traes de un ala (1953) y Los tres mosqueteros y medio (1957).

## Filmografía parcial
- El verdugo de Sevilla (1943)
- Adiós juventud (1943)
- Qué hombre tan simpático (1943)
- Mi reino por un torero (1944)
- Rosauro Castro (1945)
- La fe en Dios (1950)
- Cuando acaba la noche (1950)
- A.T.M. ¡A toda máquina! (1951)
- El suavecito (1951)
- El tigre enmascarado (1951)
- ¡Que idiotas son los hombres! (1951)
- El beisbolista fenómeno (1952)
- Había una vez un marido (1953)
- La isla de las mujeres (1953)
- La mujer desnuda (1953)
- El jugador (1953)
- El vagabundo (1953)
- Me traes de un ala (1953)
- El enmascarado de plata (1954)
- Reventa de esclavas (1954)
- ¡Que seas feliz! (1956)
- Los tres mosqueteros y medio (1957)
- La barranca sangrienta (1962)
- El misterio de Huracán Ramírez (1962)